# Facundo Bonifazi
Facundo Bonifazi, vollständiger Name Facundo Bonifazi Castro, (* 29. September 1995 in Montevideo) ist ein uruguayischer Fußballspieler.

## Karriere
Der 1,75 Meter große Defensivakteur Bonifazi spielte in der Jugend von 2010 bis 2011 beim Club Atlético Progreso und von 2011 bis 2014 bei El Tanque Sisley. 2014 wechselte er zum Racing Club de Montevideo. Dort debütierte er am 7. Februar 2016 in der Primera División, als er von Trainer Sebastián Taramasco am 1. Spieltag der Clausura beim 2:0-Heimsieg gegen seinen vormaligen Klub El Tanque Sisley in die Startelf beordert wurde. Insgesamt bestritt er in der Spielzeit 2015/16 acht Erstligapartien (kein Tor). Während der Saison 2016 kam er nicht in der Liga zum Einsatz.